# Rötger Feldmann
Rötger Werner Friedrich Wilhelm Feldmann alias Brösel (né le 17 mars 1950 à Lübeck) est un auteur de bande dessinée allemand.

## Biographie
Il fait un apprentissage de lithographie à Flensbourg. Après avoir terminé son apprentissage, il fait son service militaire puis tombe malade de la tuberculose. Il reprend son emploi de lithographe. En raison de sa passion de toujours dessiner des dessins animés et des bandes dessinées, il est licencié en 1972 pour avoir caricaturé ses supérieurs. Il s'arrête de travailler et dessine les Bakuninis, une famille anarchiste, caricature du gauchisme de l'époque. Cette série devient culte au sein du mouvement autonome. Il se choisit le pseudonyme de Brösel en référence à Robert Crumb.
Les premiers dessins de Werner, qui s'inspirent de sa vie, paraissent en 1978 à Kiel et dans Pardon. Ils paraissent ensuite dans d'autres journaux et la bande dessinée a une réputation nationale[réf. souhaitée]. Le premier livre de Werner, Werner – Oder was?, sort en 1981.
En 1990, la première adaptation de Werner que Brösel réalise en dessin animé, Werner – Beinhart! (de), attire 5 millions de spectateurs en Allemagne. La seconde en 1996, Werner – Das muß kesseln!!! (de), atteint le même chiffre.
Il fait une campagne publicitaire avec les personnages de Werner pour les stations-service Jet (de).
Rötger Feldmann vit à Sören, dans l'arrondissement de Rendsburg-Eckernförde. Son frère Andreas (Andi) qui a toujours collaboré à son œuvre vit à Ulsnis, dans l'arrondissement de Schleswig-Flensbourg.

## Œuvres

### Bandes dessinées
- Werner – Oder was? (1981)
- Werner – Alles klar? (1982)
- Werner – Wer sonst? (1982)
- Werner – Eiskalt (1985)
- Werner – Normal ja! (1987)
- Werner – Besser is das! (1989)
- Werner – Ohauerha! (1992)
- Werner - Immä Äägä middi Pullizei! (1993)
- Werner – Wer bremst hat Angst (1994)
- Werner – Na also! (1996)
- Werner – Lehrjahre sind keine Herrenjahre (1996)
- Werner – Exgummibur! (1998)
- Werner – Volle Latte (2002)
- Werner – Freie Bahn mit Marzipan (2004)

### Dessins animés
- Werner – Beinhart! (de) (1990)
- Werner – Das muß kesseln!!! (1996)
- Werner – Volles Rooäää!!! (1999)
- Werner – Gekotzt wird später! (2003)
- Werner – Eiskalt! (2011)

## Crédit d'auteurs
- (de) Cet article est partiellement ou en totalité issu de l’article de Wikipédia en allemand intitulé « Rötger Feldmann » (voir la liste des auteurs).